# 계정역
계정역(鷄井驛)은 조선민주주의인민공화국 황해북도 금천군에 있는 평부선의 철도역이다.